# Partido Mauritano para la Unión y el Cambio
El Partido Mauritano para la Unión y el Cambio (en francés: Parti mauritanien de l'union et du changement, HATEM) es un partido político de Mauritania. La formación obtuvo 2 de los 95 escaños de la Asamblea Nacional de Mauritania en las elecciones parlamentarias de 2006, y 3 de los 56 escaños del Senado en las elecciones de 2007. En las elecciones presidenciales de 2007 su candidato fue Saleh Ould Hanenna, que obtuvo un 7.65% de votos populares.
Tras el golpe de Estado de 2008 que depuso al Presidente Sidi Ould Cheikh Abdallahi y al primer ministro Yahya Ould Ahmed Waghf, el partido manifestó su apoyo al golpe y su disposición a formar parte del nuevo gobierno.